# Transparente de Bois Guillaume
Transparente de Bois Guillaume es una  variedad cultivar de manzano (Malus domestica). 
Las frutas tienen una carne blanca suave, bastante tosca, seca y cremosa con un sabor dulce y ligeramente aromático.

## Historia
'Transparente de Bois Guillaume' es una variedad de manzana, obtenida por el cruce de 'Transparente de Croncels' x Desconocido, en Alta Normandía.
'Transparente de Bois Guillaume' se cultiva en la National Fruit Collection con el número de accesión: 1948-277 y Accession name: Transparente de Bois Guillaume.

## Características
'Transparente de Bois Guillaume' árbol de extensión vertical, de vigor moderado. Tiene un tiempo de floración que comienza a partir del 5 de mayo con el 10% de floración, para el 10 de mayo tiene una floración completa (80%), y para el 18 de mayo tiene un 90% caída de pétalos.
'Transparente de Bois Guillaume' tiene una talla de fruto grande; forma oblonga, algo cónico con lados angulares y acanalados; con nervaduras medio débiles; epidermis con color de fondo amarillo verdoso, con sobre color rojo lavado y marcado con rayas más oscuras, con sobre patrón de color rayado, en la cara expuesta al sol, "russeting" (pardeamiento áspero superficial que presentan algunas variedades) muy bajo; ojo grande y se encuentra en una cuenca estrecha y poco profunda; pedúnculo corto y delgado, colocado en una cavidad moderadamente profunda, estrecha y oxidada. La carne es blanca, suave y harinosa. Sabor ligeramente amargo.
Su tiempo de recogida de cosecha se inicia a finales de agosto. En almacenamiento en frío no se mantiene bien; la fruta se vuelve harinosa poco después de la cosecha.

## Usos
Una buena manzana de uso doble tanto de mesa como uso culinario. Las rebanadas mantienen su forma y endulza considerablemente cuando se cocina. Mantiene la forma en pasteles y tartas.